# Cannes Open
Pour les articles homonymes, voir Cannes (homonymie).
Le Cannes Open était une compétition de golf du tour européen qui se tenait chaque année à Cannes de 1984 à 1998. L'absence du sponsor lors de l'édition 1998 qui fit plonger les sommes remises aux joueurs de plus de 400 000 £ en 1997 à 300 000 £ en 1998, fut fatale pour le tournoi qui disparait des calendriers en 1999.

## Palmarès
- 1984 : David Frost  Afrique du Sud
- 1985 : Robert Lee  Angleterre
- 1986 : John Bland  Afrique du Sud
- 1987 : Severiano Ballesteros  Espagne
- 1988 : Mark McNulty  Zimbabwe
- 1989 : Paul Broadhurst  Angleterre
- 1990 : Mark McNulty  Zimbabwe
- 1991 : David Feherty  Irlande du Nord
- 1992 : Anders Forsbrand  Suède
- 1993 : Rodger Davis  Australie
- 1994 : Ian Woosnam  Pays de Galles
- 1995 : André Bossert  Suisse
- 1996 : Raymond Russell  Écosse
- 1997 : Stuart Cage  Angleterre
- 1998 : Thomas Levet  France